# April 1999
Dit artikel geeft een chronologisch overzicht van alle belangrijke gebeurtenissen per dag in de maand april van het jaar 1999.

## Gebeurtenissen

### 1 april
- Nunavut, een gebied waar zeer overwegend Inuit wonen, wordt een apart territorium van Canada.

### 5 april
- Libië levert de twee verdachten van de Lockerbie-aanslag in 1988 uit aan Schotland voor berechting in Nederland. De VN schorsen hun sancties tegen het land.

### 11 april
- Nederland wint in Tilburg het wereldkampioenschap ijshockey voor C-landen en promoveert naar de B-poule.
- Het rugbyteam van Schotland wint het laatste Vijflandentoernooi, dat het jaar daarop wordt uitgebreid met Italië en dan het Zeslandentoernooi heet.

### 12 april
- Het Duitse Wuppertal storten twee wagons van de zweeftram omlaag. Vijf mensen komen om het leven en tientallen raken er gewond.

### 18 april
- De Keniase langeafstandsloper Japhet Kosgei is met 2:07.09 de snelste in de 19e editie van de marathon van Rotterdam. Bij de vrouwen zegeviert Tegla Loroupe voor het derde jaar op rij, ditmaal in een tijd van 2:22.48.
- De Russische atleet Oleg Otmakhov wint in 2:13.44 voor de vierde keer de marathon van Antwerpen, bij de vrouwen zegeviert de Belgische Lieve Slegers (2:34.23).

### 20 april
- Het 'Bloedbad op Columbine High School'. Dylan Klebold en Eric Harris vermoordden in Columbine High School 12 leerlingen, 1 leraar en vervolgens zichzelf. 24 leerlingen raken gewond.

### 21 april
- Op de nieuwste FIFA-wereldranglijst bezet Brazilië de eerste plaats, gevolgd door Frankrijk en Duitsland.

### 24 april
- Michael Boogerd wint de Amstel Gold Race.
- Oppositie van de planeet Mars. Hij had toen een schijnbare boogseconden van 16,25

### 25 april
- Feyenoord wordt voor de 14e maal in zijn bestaan landskampioen door een gelijkspel (2-2) tegen NAC Breda

### 28 april
- In de zesde wedstrijd onder leiding van bondscoach Frank Rijkaard verliest het Nederlands voetbalelftal in een vriendschappelijke wedstrijd in de GelreDome met 2-1 van Marokko.

### 30 april
- Cambodja treedt toe als tiende lid van de Association of Southeast Asian Nations (ASEAN).

<< · januari · februari · maart · april · mei · juni · juli · augustus · september · oktober · november · december · >>